# Park Güell
Park Güell je mestni park v Barceloni, ki so ga po načrtih katalonskega arhitekta Antonija Gaudíja zgradili med letoma 1900 in 1914. Park je bil sprva mišljen kot del nadstandardne soseske, ki jo je zasnoval arhitekt Eusebi Güell, Gaudíjev največji podpornik in oboževalec; odtod tudi ime parka. Celoten projekt ni bil uresničen, čudoviti park pa je mestu ostal. Leta 1984 so ga uvrstili na Unescov seznam svetovne dediščine.

## Gradnja
Idejo o drugem največjem parku v mestu je Güell verjetno dobil na potovanjih po tujini, npr. v Angliji, kjer so parki služili kot protiutež industrializiranim mestom; na to nakazuje tudi izvirno angleško ime »park« (ne katalonsko »parc« ali špansko »parque«). Güellov namen vsekakor ni bil ustvariti si zasebnega parka, temveč prebivalcem Barcelone ponuditi kraj, ki bi jim nudil občutek varnosti. Na poševnem bregu je bilo predvidenih 60 trikotnih parcel, ki naj bi jih prodali „nadpovprečnim“ ljudem z nekoliko večjimi miselnimi težnjami in prizadevanji. Ta načrt je žalostno propadel. Prodali so samo dve parceli, mesto pa ni pokazalo nikakršnega zanimanja in spodbude.
Čeprav je Güellov načrt propadel, pa tega zagotovo ne moremo trditi za del načrta, za katerega je bil odgovoren Gaudí. Pod njegovim vodstvom je površina vzcvetela, kot bi bila ogromen umetniški spomenik. Kot tudi druga Gaudíjeva dela, je park Güell poln raznolikih in vznemirljivih elementov, ki se med seboj harmonično prepletajo in brez motenj vklapljajo v naravno okolje.
Za gradnjo parka Güell si je Gaudí izbral Muntanya Pelado v severozahodni Barceloni. Zemlja je bila posušena in neplodna in zdelo se je, da je takšno pomanjkanje vode popolnoma neprimerno za posaditev vsega rastlinja, ki ga naj bi imel park. Ampak Gaudí, praktičen kot vedno, je prišel na genialno idejo. Strmo gričevnato pobočje je izkoristil za oblikovanje vijugastega zidu, ki je pripomogel k zadrževanju vode v parku.
Zid je oblikoval tako, da se vključuje v naravno okolje, hkrati pa ga je oplemenitil z močnimi barvami, najbolj izrazito na tistih mestih, ki najhitreje privlačijo oči opazovalca, npr. na glavnem vhodu. Spodnji del zidu je zgrajen iz okrasnega neoklesanega kamenja. Proti vrhu se zid odebeli in zaključi z valovito obrobo, okrašeno z mozaikom. Poleg estetskosti kamenja, ki se na svetlobi blešči, ima ta tehnika še druge prednosti: zaradi keramične obloge je zid vodoodporen in tako vodo zadržuje znotraj parka, hkrati pa park varuje tudi pred nezaželenimi zunanjimi vsiljivci, saj gladka, zaokrožena površina onemogoča, da bi se je oprijeli človeški prsti. Tako kot zid, je celoten park zgrajen na principu sinteze lepega in praktičnega in zato park Güell kaže na Gaudíjev dvojni talent morda bolje, kot katera koli druga stvaritev.

## Glavni vhod
Glavni vhod je obokan z dvema paviljonoma, ki na prvi pogled spominjata na hišici iz kakšnega pravljičnega gozda. Zid in streha sta nepravilnih oblik in sprva dajeta vtis, kot da so ju le s težavo sestavile kakšne nespretne roke. A vtis pomanjkanja poenotenosti je zavajujoč, paviljona in zid v resnici formirata izpopolnjeno enoto. Paviljona imata ovalen tloris; njuni steni sta videti, kot da rasteta iz zidu parka. Hišici sta tako kot zid zgrajeni iz okrastega neoklesanega kamenja in okrašeni z barvnimi mozaičnimi kamni. Iz ene izmed hišic štrli 9 m visok stolpič. Spet bi opazovalca zlahka zmedla nasprotja z naravnim ozadjem, a tukaj je Gaudí premišljeno združil barve tako, da se mimoidočemu prikazujejo tako samoumevno, kot modra barva neba in beli oblaki na njem.
Vhod že kaže na glavna načela konstrukcije, ki jih obiskovalec opazuje skozi celoten park: osupljivi učinki, ki privlačijo oko in nepravilne oblike, ki se harmonično zlivajo v celoto. Material]i dajejo vtis bogatosti in sijaja, a vtis je spet napačen, saj je Gaudí uporabil najcenejše surovine. Park je skoraj v celoti zgrajen iz materialov, najdenih skorajda na tleh.

## Načela gradnje in idejno ozadje
Teren je bil za poti in ceste prestrm, a Gaudi se ni odločil za izravnavo terena, saj je svojo gradnjo želel popolnoma prilagoditi obstoječemu površju. Poti je tako oblikoval kot viadukte in pasaže. V ta namen je pridobil kršje (od starih, podrtih hiš), ki ga je uporabil kot gradbeni material in ga obdal s sijajno keramično plastjo s pomočjo kolažne tehnike. Odpadne, zavržene delce, okrušnine in drobce je pridobil v dobrih keramičnih delavnicah in jih v obliki mozaikov pritisnil v še vedno moker omet. S to tehniko je na začetku stoletja že napovedal umetniško gibanje, ki se je razcvetelo v 20. stoletju: kolažno tehniko dadaistov. Pri mozaikih je Gaudíju pomagal specialist na tem področju Josep Maria Jujol. Pojavljajo se namigovanja, da mozaiki brez njegove pomoči ne bi bili tako luksuzni, a takšne špekulacije so bolj ali manj brez pomena, saj je arhitektura, kot je pravil tudi Gaudí sam, rezultat sodelovanja] in skupinskega dela.
Gaudi ni bil nikoli čisti teoretik. Prepričan je bil, da njegovo poslanstvo ni izumljati gigantskih projektov, temveč raje dobro realizirati manjše. Takšno mišljenje se močno sklada z idejo 19. stoletja, ki se je v Angliji kazala v delih Williama Morrisa. Morris je izdeloval pohištvo, ki je  bilo estetsko na zelo visoki ravni, a denarno dostopno tudi delavskemu razredu. Glavna težnja je bila dvigniti raven občutka za lepoto v vsakdanjem življenju. Gaudí je Morrisove ideje uporabil v času, ko so ljudje težili k premagovanju ločevanja med umetnostjo in obrtjo in posledično med umetnostjo in življenjem. Park Güell je čisti dokaz, da ta ideja ni le pravilna, ampak tudi izvedljiva. A dejstvo, da mesto ni bilo preveč navdušeno nad Gaudijevim projektom, kaže tudi na to, da ljudstvo takrat še ni bilo pripravljeno na tako napredne ideje. Gaudí je s preprostimi, trivialnimi elementi dosegel veličasten estetski učinek in s tem napovedal ideje, ki so kubistom, še posebej njegovima rojakoma Picassu in Miróju, prinesle svetovni uspeh in priznanje.
Uporaba materialov, ki so bili manj kvalitetni in s tem manj trpežni, pa je Gaudíju kljub revolucionarnim idejam prineslo kar nekaj konstrukcijskih težav, kar je pomenilo, da je moral zgradbe zasnovati kot kompleksne strukture z različnimi sloji, da bi jim je zagotovil trdnost in trpežnost. Takšno slojevito gradnjo je s pridom uporabil npr. pri stolpičih na paviljonih. Superstruktura teh stolpičev je votla. Stene so narejene iz 6 cm debele notranje opečnate in betonske plasti ter ojačane z 10 mm debelo železno plastjo. Vse to je prekrito s plastjo strešnikov in na koncu še s plastjo cementa, na katerega so prilepljeni mozaični delčki. Takšna gradnja, ki je uporabljena na celotnem parku je prišla na dan šele leta 1922, ko so bili izvedeni prvi obnovitveni posegi.

## Osrednji del
Najosupljivejši del parka pa je zagotovo arhitektonsko oblikovanje] tistega dela, ki ni bil predviden kot stanovanjsko območje in ki prikazuje pravo kvaliteto parka kot življenjskega prostora. Ko obiskovalec stopi skozi vhod, se sooči z monumentalnimi stopnicami, ki spominjajo na grajska stopnišča iz preteklosti. Stopnice se navzgor vijejo po dveh straneh, ki sta med seboj ločeni z organskimi skulpturami in nizkim zidom in vodijo do osrednjega dela. Pot pred osrednjim delom preseka pošast, pravzaprav varuh parka – kuščar pokrit s sijočimi mozaičnimi koščki. Podobno žival je Gaudí upodobil že prej in sicer na vratih Güellove posesti. Kuščar ima simbolen pomen. Predstavlja pitona, varuha podzemnih voda. Gaudí je s tem namigoval na tisto, kar je za park ogromnega pomena – za kuščarjem se skriva zbiralnik, ki lahko nosi približno 12.000 litrov vode – zasnovana je bila kot zbiralec deževnice, s katero so oskrbovani suhe predele parka. Naprej po stopnicah stoji še en plazilec, kačina glava, ki ima prav tako simbolen pomen, Gaudi je tukaj namigoval na katalonski grb. Oba plazilca je Gaudí spretno uporabil kot pokrova za cisterno.
Stopnišče se na vrhu spremeni v gozd dorskih stebrov, ki spominja na grški tempelj. Morda se je Gaudi s tem hotel pokloniti svojemu sponzorju, navdušencu nad antičnimi umetninami. Stebri so postavljeni tako, da je videti, kot da podpirajo stične točke na navidezni mreži. Odvisno od tega, kje stoji opazovalec, se zdi, da stebri tvorijo neprodušen gozd, v katerem vsak naslednji steber izginja za prejšnjim. A Gaudí ne bi ostal zvest samemu sebi, če se pri oblikovanju spomina na klasično Grčijo ne bi tudi malce pozabaval. Zunanji stebri so v skladu z grško navado tanko oblikovani in nagnjeni proti podstavku. A v Gaudíjevi verziji je ta značilnost veliko bolj, celo pretirano poudarjena. Tako kot plazilca, pa imajo tudi stebri več funkcij. Niso namreč le podporniki, ki držijo streho in streha ni le streha, ampak tudi tla nečesa drugega. Od zunaj streha služi kot kvadrat – tla za osrednji del parka. Ta prostor je bil namenjen za tržnico, se pravi zborni prostor in istočasno, spet po antičnih vzorih, za amfiteater. Cel park kot je bil mišljen na začetku, namreč predstavlja ogromen amfiteater. Gledalci ne bi sedeli nasproti odra – za sedeže bi služile kar hiše okrog parka. A od prvotnega načrta je ostal samo kvadrat, ali grško gledališče, kot ga je rad imenoval Gaudí, brez hiš.
Stebri v tem smislu ne opravljajo le funkcije stebrov, ampak služijo še kot nekakšni vodovodi za zbiranje deževnice. Tako velika površina namreč zbere veliko količino vode v relativno kratkem času. Stebri so, čeprav so videti zelo masivni, votli, tla »grškega gledališča« pa skrivajo zapleteno notranjo mrežo. Tla so popolnoma ravna, zato voda ne odteka v nobeno smer. Ker niso cementirana, lahko posrkajo vodo, ta pa se shrani v številne zbiralne posode v stebrih. Skozi cevi potem steče navzdol po votlih stebrih, ob čemer se na poti v cisterne tudi filtrira. Da hodnik ne bi deloval preveč zmedeno, je vrsta stebrov ponekod prekinjena. Na ta prazna mesta je Gaudíjev prijatelj Jujol namestil velike pisane medaljone.

## Klop
Vodni sistem pa še vedno ne izčrpa vse bogatosti različnih estetsko-funkcionalnih elementov v parku. Zid, ki obdaja gledališko teraso, varuje obiskovalce pred padcem, a je hkrati oblikovan kot dolga klop. Terasa je s tem postala edinstveno zbirališče, kjer se obiskovalci sestajajo na tej znameniti 'neskončni' klopi, ki se vijugasto ovija okrog terase. Zaradi te značilnosti lahko obiskovalci kljub velikemu številu tvorijo posamezne intimne skupine. V tej fazi je Gaudí posvetil ogromno pozornosti organski metodi gradnje. Pri oblikovanju klopi se je zelo potrudil, da je njene oblike kar se le da prilagodil fiziologiji človeškega telesa. V želji po največji preciznosti je menda posedel nagega človeka v še vedno upogljiv mavec in odtis uporabil za izgradnjo klopi.
Čeprav se okras na klopi zdi abstrakten, so v skladu z Gaudíjevim ustvarjanjem 'človeški', 'naravni'. Da bi preprečil, da barve ne bi ostale neopazne, je tukaj uporabil morda najbolj razkošno umetniško rabo 'razbite keramike'. Pri tem se je zanašal na umetniško občutljivost svojih delavcev, ki so mu pomagali pri mozaikih, saj celotne klopi nikakor ne bi mogel okrasiti sam. Nekateri kritiki trdijo, da je bila klop okrašena od desne proti levi, saj je v tej smeri mogoče opazovati naraščanje ročnih spretnosti in domišljije. Sočasno je klop vodoodporna in s tem tudi higienična.

## Unesco
Kljub pisanim barvam mozaikov, pa celotna podoba parka nikakor ne moti naravne podobe. Če je klop Gaudíjev veliki dosežek v površinskem oblikovanju, potem je mreža poti in cest prav tako velik dosežek v konstrukciji in strukturalnem inženiringu. Svoja spoznanja in razmišljanja je kasneje uporabil tudi pri gradnji svojega nedokončanega življenjskega projekta, barcelonske katedrale Sagrada Familia.
S parkom Güell je Gaudí ustvaril naselbino tam, kjer je bil teren za bivanje prej neprimeren in hkrati posvetil ogromno mero pozornosti ohranjevanju naravne pokrajine pri čemer bi rezultat lahko služil kot model tudi v današnjem času. V ta namen je bil park Güell leta 1984 vzet pod zaščito Unesca.